# Gelasinospora pseudoreticulata
Gelasinospora pseudoreticulata är en svampart som beskrevs av Matsush. 1971. Gelasinospora pseudoreticulata ingår i släktet Gelasinospora och familjen Sordariaceae.   Inga underarter finns listade i Catalogue of Life.